# Triptyque de Werl
Le Triptyque de Werl est un retable triptyque attribué au « Maître de Flémalle » généralement identifié au peintre flamand Robert Campin, bien que cette association ne soit pas communément admise. Certains historiens d'art pensent qu'il s'agit d'un pastiche, peint soit par un membre de l'atelier, soit par un disciple de Campin (ou du Maître de Flémalle).
Le panneau de droite montre sainte Barbe pieuse, absorbée par la lecture d'un livre sacré à reliure dorée, assise devant une cheminée qui éclaire la pièce d'une lumière dorée.
Le panneau de gauche représente le donateur Henri de Werl (en allemand : Heinrich von Werl), agenouillé en prière, en présence de saint Jean Baptiste ; tous deux regardent en direction du panneau central, qui a disparu et dont on n'a pas de description. Ces volets, huile sur panneau de 101 × 47 cm chacun, sont tous deux exposés au Museo del Prado de Madrid (Espagne). Ils sont célèbres pour leur traitement complexe de la lumière et des formes et influenceront profondément d'autres peintres de la fin du  XVe et du début du XVIe siècle, période à laquelle les primitifs flamands perdent en influence jusqu'à leur redécouverte au début du XIXe siècle.
L’inscription en lettres gothiques sur le panneau de gauche identifie les personnages représentés et la date de réalisation du tableau : « En l'an 1438, j'ai peint cette effigie de Maître Henri de Werl, docteur de Cologne » (ANNO MILLENO C QUATER X TER ET OCTO. HIC FECIT EFFIGIEM… DEPINGI MINISTER HINRICUS WERLIS MAGISTER COLONIENSIS). Supérieur de l'Ordre franciscain dans la ville allemande depuis 1432, Werl, professeur de théologie, est un prédicateur jouissant alors d'une renommée considérable. Séjournant à Tournai, il commande au peintre un portrait d'intérieur le figurant agenouillé en présence de saint Jean Baptiste.

## Composition générale
Bien que le panneau central ait disparu et qu'aucune copie ni description ne soient connues, l'hypothèse suivante a été émise : il représenterait une scène sise dans la même pièce que celle où se trouve sainte Barbe. Cette hypothèse est plausible si l'on tient compte de la fin « abrupte » des lignes qui partent de la toiture et les trames de la fenêtre, ainsi que la direction de la lumière tombante. Ainsi, il se peut que panneau central ait représenté une mise en scène classique de la peinture religieuse flamande appelée Virgo inter Virgines,. Sachant qu'on n'a aucune preuve de l'influence exercée par ce triptyque sur la peinture à Cologne jusqu'au milieu du XVe siècle, il est possible qu'il ait été, jusqu'à cette date, exposé dans un lieu privé ou inaccessible : à l'intérieur d'une église, par exemple une chapelle privée suffisamment grande pour accueillir plusieurs retables.
À partir du milieu du XVe siècle, ce triptyque gagne en célébrité et commence à influencer les artistes contemporains.
Des deux panneaux, celui représentant sainte Barbe, plus riche en détails, est considéré comme présentant un intérêt supérieur malgré certains défauts sur le plan des proportions anatomiques.

## Panneau de gauche:Saint Jean Baptiste et le maître franciscain Henri de Werl

### Description

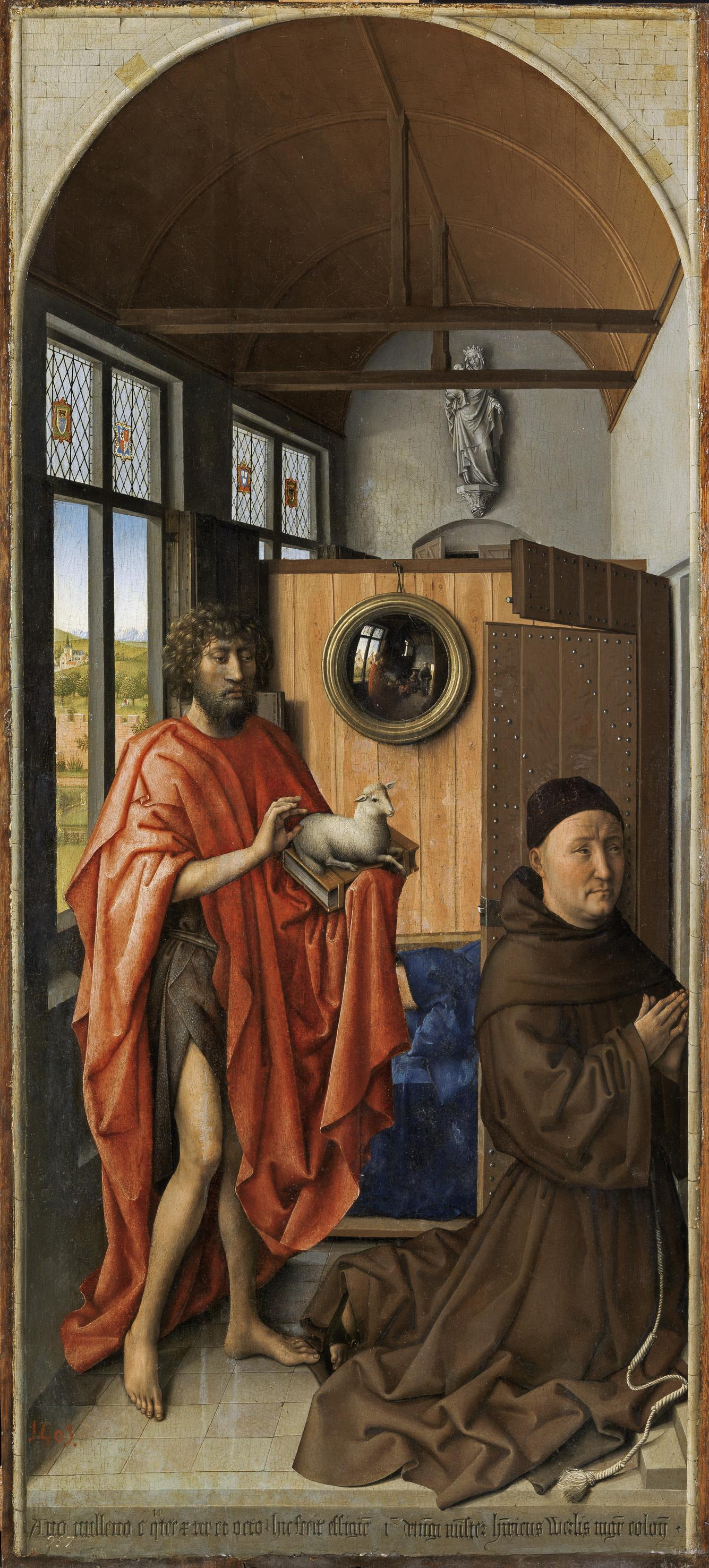
Volet gauche représentant le donateur Henri de Werl et saint Jean-Baptiste.

À gauche, saint Jean Baptiste debout tient une Bible sur laquelle se trouve un agneau qu’il effleure de la main droite. Cet épisode fait référence à l'Évangile selon Jean, où il est écrit que saint Jean Baptiste avait reconnu dans le Christ « l’Agneau de Dieu qui ôte le péché du monde » (Jean, 1:29). À ses pieds, le commanditaire du tableau, le théologien Henrich de Werl, professeur à l’université de Cologne et membre de l'Ordre des frères mineurs à Osnabrück.
De Werl s'installe à Cologne en 1430 pour étudier à l'université et obtient un magistère en 1435  après avoir été nommé provincial de l'Ordre pour la province de Cologne. Il commande probablement cette œuvre pour l'église franciscaine de Cologne. Il meurt après s'être retiré à Osnabrück en 1463. Henri de Werl est ici représenté agenouillé sur des marches  et vêtu d’une robe de bure marron. Les mains jointes, il prie.
Entre les deux personnages se trouve un miroir convexe suspendu à un clou par une ficelle contre la paroi de bois qui divise en deux la grande salle voûtée.

### Analyse
Le tableau de Campin dénote clairement l'influence de Rogier van der Weyden, notamment par la représentation de saint Jean Baptiste, par sa sveltesse, son geste élégant et sa silhouette légèrement inclinée. On retrouve également l'influence des frères Hubert et Jan van Eyck, tant dans le paysage que l'on aperçoit par la fenêtre que dans le miroir convexe où se reflètent deux franciscains, et par la présence de saint Jean Baptiste.
Comme dans Les Époux Arnolfini de Jan van Eyck, le miroir révèle la présence de personnages supplémentaires et ouvre la composition sur le monde extérieur : le reflet de la fenêtre fait apparaître deux maisons à hauts pignons. Le miroir convexe révèle également deux personnages qui se tiennent à l’autre extrémité de la pièce, près d’une porte ouverte, qui regardent en direction du religieux et de saint Jean-Baptiste.
Cette influence se traduit également dans la façon de représenter la lumière tombant sur  les personnages et dans la forme des lettres figurant au bas du panneau, forme est profondément influencée par les inscriptions élégantes, presque décoratives, de van Eyck.
Ce panneau est typique des premiers retables commandés par des donateurs ne figurant pas sur le panneau central, qui représentait traditionnellement une scène dévote. Au lieu de cela, le donateur était relégué dans un volet latéral d'où il pouvait contempler le divin. On devine celui-ci grâce à la lumière issue de la porte devant laquelle De Werl est agenouillé et qui se prolonge dans le panneau central. Le Triptyque de Mérode de Campin, peint après 1422 situe le volet représentant le donateur dans un jardin, donc en extérieur, et en contrebas de la Vierge. Ici, il est figuré dans une pièce étroite et voûtée. La porte lui ouvre une perspective sur la Vierge, mais est aussi un obstacle entre les deux personnages. Les premiers retables de Campin, contrairement à ceux de van Eyck, respectent la forme traditionnelle, hiératique, voulant que le panneau central soit réservé à la scène de dévotion, et sont matériellement et spatialement distincts des volets. Dans le Triptyque de Werl, le donateur est plus un simple témoin qu'un protagoniste, bien que placé dans la maison et non dehors. Ce triptyque introduit en outre la notion de "saint intermédiaire", ici saint Jean-Baptiste, dont la présence vient renforcer l'importance conférée au donateur,.

## Panneau de droite:Sainte Barbe

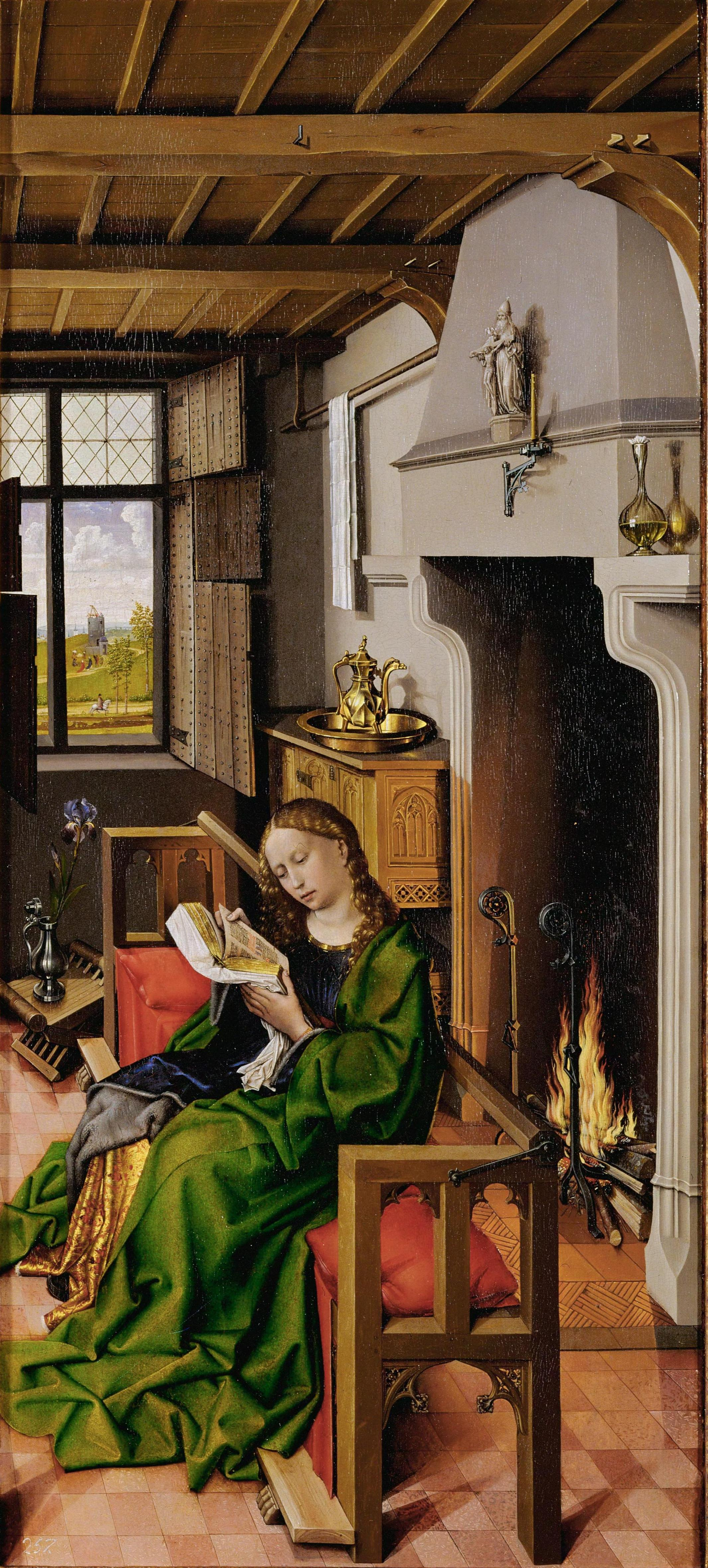
Volet droit représentant sainte Barbe. Panneau de chêne, 101 cm × 47 cm. Museo del Prado.

La femme représentée sur ce panneau peut-être identifiée comme étant sainte Barbe grâce à la tour visible par la fenêtre ouverte à gauche au-dessus d'elle. Populaire au Moyen Âge, sainte Barbe est une martyre chrétienne dont on pense qu'elle a vécu au IIIe siècle. Selon son hagiographie, son père, Dioscore — riche édile païen descendant de satrapes perses —, chercha à préserver sa virginité et à la protéger du prosélytisme chrétien en l'enfermant dans une tour à deux fenêtres. Captive, Barbe se fait tout de même baptiser par un prêtre qui s'est introduit dans la tour déguisé en médecin. Barbe apprend alors à son père, de retour de voyage, qu’elle a pratiqué une troisième ouverture dans le mur de la tour afin de représenter la Sainte Trinité, et qu’elle est désormais chrétienne. Furieux, le père incendie la tour. Barbe réussit à s’enfuir, mais un berger découvre sa cachette et avertit son père. Ce dernier la traîne devant le gouverneur romain de la province, qui la condamne au supplice. Comme la jeune fille refuse d’abjurer sa foi, le gouverneur ordonne au père de trancher lui-même la tête de sa fille.

L'Annonciation, Jan van Eyck, 1434-1436. National Gallery of Art, Washington. On note la taille monumentale des personnages, qui sont hors de proportions par rapport au décor qui les entoure.

Sainte Barbe est un sujet de représentation populaire chez les artistes de la génération de Campin. Jan van Eyck laissera en 1437 une grisaille sur panneau très détaillée, mais inachevée, sur le même sujet; il s'y concentre sur les détails architecturaux complexes d'une tour gothique qu'il figure derrière la sainte.
Le peintre représente ici sainte Barbe absorbée dans la lecture d'un ouvrage sacré à reliure dorée, assise devant une cheminée éclairant la pièce d'une lumière dorée, sur un banc en bois où repose un coussin en velours rouge. Ses cheveux châtain tombent sur ses épaules. Elle porte un somptueux vêtement vert bordé de lourds plis anguleux. Mais le personnage est curieusement représenté : la position de ses épaules et ses genoux n'est pas très réaliste, anatomiquement parlant ; presque affalée, elle ne semble pas soutenue par son ossature.
La puissance du panneau vient à la fois de ses vêtements peints avec soin et du souci du détail dans la représentation des objets placés autour d'elle. Ceux-ci se détachent pour la plupart grâce aux deux sources de lumière réfléchie par leur surface généralement luisante ou dorée. La cheminée émet une lumière chaude contrastant avec celle, plus froide et plus dure, qui pénètre dans la pièce par la fenêtre visible et celles du panneau central absent. Sur le bord de la cheminée se trouve un flacon en verre tandis, et une applique fixée sur le manteau soutient un bougeoir éteint. Plus haut encore, une sculpture très détaillée de la Sainte Trinité, cette dernière étant aussi symbolisée par le chiffre 3 des sources de lumière éclairant la pièce et impliquant 3 directions différentes prises par les ombres portées au sol.
La pièce où se trouve la sainte montre l'intérieur d'une maison contemporaine de à la classe moyenne et non un contexte biblique. Elle comporte de nombreux détails qu'on retrouve dans le panneau central du Triptyque de Mérode (v. 1425-1428), également attribué à Robert Campin, dont le treillis et les volets intérieurs de la fenêtre, la Vierge assise sur un long banc en bois, et le lys dans un vase placé à ses côtés. Les historiens d'art Peter et Linda Murray notent que le traitement des proportions est meilleur dans les œuvres postérieures du peintre, et la maîtrise de la perspective plus assurée. Ici la perspective de la pièce est inhabituellement abrupte et le spectateursemble en contrebas la sainte, ce qui l'oblige à lever les yeux vers elle. L'influence de L'Annonciation de Jan van Eyck, peinte quelques années plus tôt, est évidente. Le tableau comporte un certain nombre de points de fuite allant du coin inférieur droit jusqu'à la fenêtre ouverte ; ils sont destinés à renforcer l'impression de profondeur de la scène. L'angle de vision abrupt est dû à l'inclinaison du banc, à la planche qui le jouxte, à la ligne délimitant le haut de la cheminée et aux volets. Selon Walther Ingo, l'angle important choisi pour représenter ces éléments sert à conférer au personnage de sainte Barbe une importance secondaire et à mettre en évidence l'organisation de l'espace lui-même.

## Galerie

Panneau central du Triptyque de Mérode, Bruxelles, 1425-1428.
Rogier van der Weyden, Marie-Madeleine lisant, v. 1435–38. Van der Weyden sera grandement influencé par Campin, comme le montre cette œuvre de jeunesse.
Sainte Barbe, Grisaille sur panneau, Jan van Eyck, 1437.
Détail du pot doré situé sur le rebord du placard à gauche de sainte Barbe.
Détail de la sculpture de la Sainte Trinité au-dessus de la cheminée.
Détail de le tour vue à travers la fenêtre. Ce petit détail permet d'identifier la femme représentée.

## Sources et bibliographie
en français
- Balis, Díaz Padrón et al., La Peinture flamande au Prado, Mercator/A. Michel, 1989, no 2, pp. 28-29
- M. de Grand Ry (dir.), Les Primitifs flamands, Renaissance du Livre, 2000, pp. 328-329
- Jean.-Louis Claret, Shakespeare Fuit Hic : Reflets en quête de miroir, EREA 2.1, printemps 2004, p. 32-40 Lire en ligne

en anglais
- (en) Cet article est partiellement ou en totalité issu de l’article de Wikipédia en anglais intitulé « The Werl Triptych » (voir la liste des auteurs).
- Shirley Blum, Early Netherlandish Triptychs, University of California Press, Los Angles, 1969 ;
- Till-Holger Borchert, « Saint Barbara » dans Van Eyck to Durer, Borchert, Till-Holger (ed), Londres: Thames & Hudson, 2011.  (ISBN 978-0-500-23883-7)
- Lorne Cambell, « Robert Campin, the Master of Flémalle and the Master of Mérode » dans le Burlington Magazine no 116, 1974, p. 645.
- Paul Trio ; Marjan De Smet, The use and abuse of sacred places in late medieval towns, Leuven University Press, Louvain, 2006.  (ISBN 90-5867-519-X)
- Jeffrey Chips Smith, The Northern Renaissance, Phaidon Press, Londres, 2004.  (ISBN 0-7148-3867-5)